# سنکا فودز
سنکا فودز (انگلیسی: Seneca Foods) شرکت صنایع غذایی آمریکایی است، که در سال ۱۹۴۹ تأسیس شد.